# Nitrox

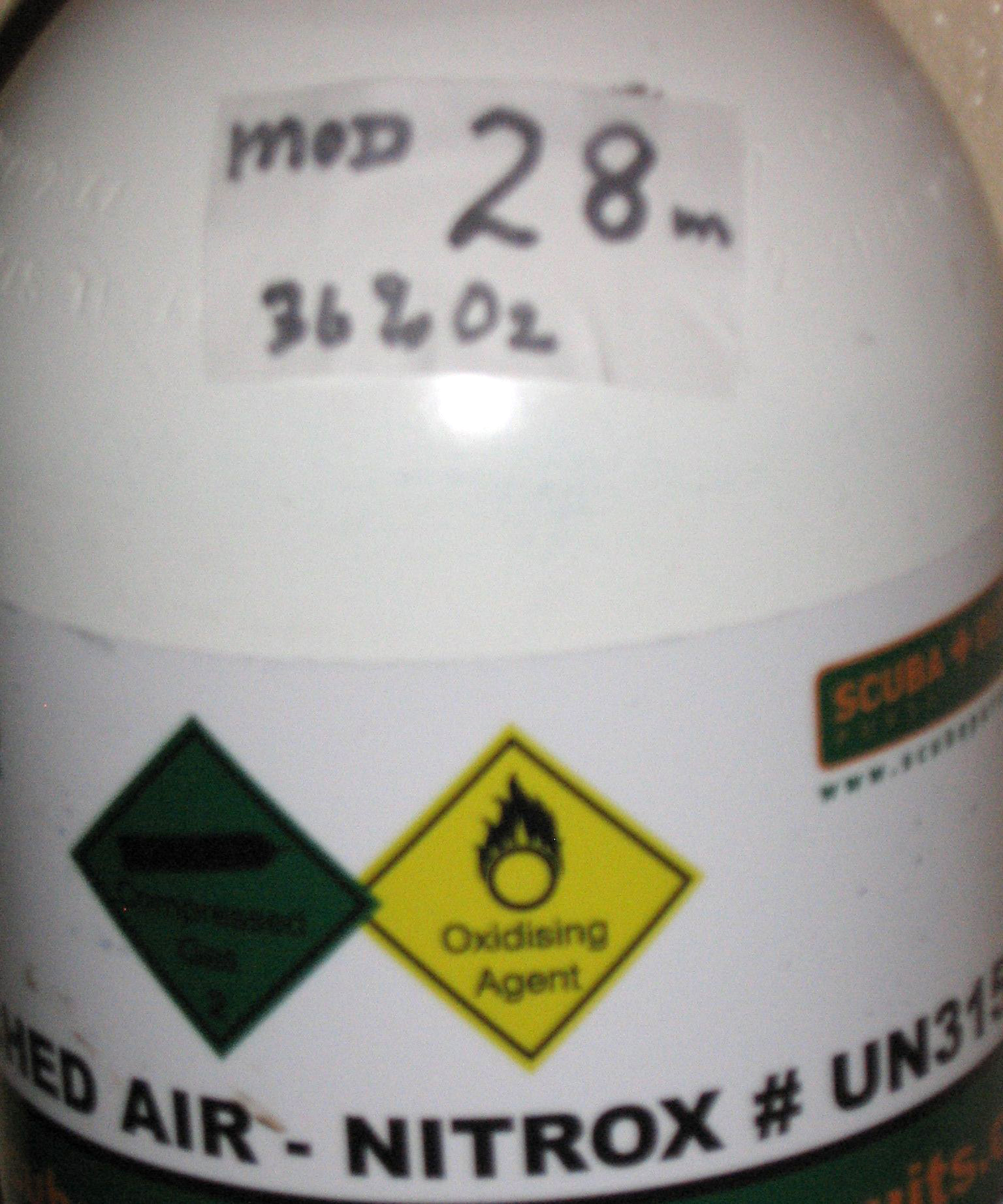
Een fles nitrox

Nitrox of EAN (enriched-air nitrox) is een vooral in de duiksport gebruikt gasmengsel dat een hogere zuurstofconcentratie bevat dan normale perslucht. In gewone lucht zit 78% stikstof, 21% zuurstof en 1% overige bestanddelen (waaronder wat edelgassen en vervuiling). Nitrox bevat tussen de 21% en 99% zuurstof. Standaardwaarden voor nitrox als bodemgas zijn 32% O2 en 68% N2 (Nitrox I) of 36% O2 en 64% N2 (Nitrox II). Nitrox is vooral in trek bij duikers die de kans op caissonziekte willen verminderen of langer beneden willen blijven zonder verplichte decompressiestops te hoeven maken. Een verhoogd percentage zuurstof heeft een lager percentage stikstof als gevolg. Hierdoor loopt een duiker minder kans op decompressieziekte aangezien die aan inerte gassen (stikstof) gerelateerd is. Voordelen van nitrox: veiliger, langere duiktijd en korter oppervlakte-interval tussen duiken ten opzichte van het gebruik van lucht tijdens dezelfde duiken.
Nitroxmengsels met een hoger zuurstofpercentage dan 40% worden gebruikt tijdens decompressie. Voornamelijk worden voor decompressiemengsels met een O2-percentage van 50%, 80% en 100% gebruikt. Nitroxmengsels met een lager percentage worden als bodemgas gebruikt.
Geheel ten onrechte wordt vaak verondersteld dat het gebruik van nitrox een gunstig effect zou hebben op stikstofnarcose. In werkelijkheid heeft alleen het gebruik van ademgassen waaraan helium is toegevoegd enig waarneembaar effect op dit gebied. De reden hiervoor is dat zuurstof onder druk even sterk narcostiserend werkt als stikstof.
Duiken met nitrox biedt meer veiligheid en een langere duiktijd. Het hogere percentage zuurstof beperkt echter de duikdiepte. Dit komt door de mogelijkheid van zuurstofvergiftiging. Zuurstof wordt giftig vanaf bepaalde dieptes. Voor sportduikers is een partiële zuurstofdruk van 1,4 bar het maximum. Hoe hoger het zuurstofpercentage in het gasmengsel, hoe groter de ppO2 (partial pressure O2) wordt met het toenemen van de diepte. Nitrox I bereikt op 33 meter reeds een ppO2 van 1,4, terwijl voor perslucht (samengeperste buitenlucht) dezelfde waarde pas bij 56 meter bereikt wordt. De ppN2 (partiële stikstofdruk) zal echter al eerder maximaal aanbevolen waarden overschrijden. Andersom heeft duiken met nitrox op 33 meter dezelfde effecten als duiken met gewone lucht op 27 meter (men kan dus langer op een bepaalde diepte blijven dan met gewone lucht) voordat de duiker in decompressie komt, natuurlijk ligt het luchtverbruik wel aanmerkelijk hoger.
Steeds meer duikcomputers kunnen rekening houden met de effecten van nitrox op de decompressie. Het duiken met nitrox kan men alleen na het volgen van aanvullende scholing. Zonder brevet is het niet verstandig om de duikfles met nitrox te laten vullen. Praktisch gezien kan iedere duiker zijn of haar fles met nitrox laten vullen.
Voor de berekening van de partiële zuurstofdruk wordt de wet van Dalton gebruikt.